# Waldemar Jędrzejczyk
Waldemar Jędrzejczyk (ur. 1 stycznia 1933 w Skarżysku-Kamiennej, zm. 15 maja 2023) – polski lekarz, profesor nauk medycznych, specjalizujący się w chirurgii.

## Życiorys
W 1951 roku ukończył szkołę średnią w Skarżysku-Kamiennej, po czym rozpoczął studia na Akademii Medycznej w Białymstoku. Dyplom lekarza uzyskał w 1958 roku, rok później podjął pracę na Oddziale Chirurgicznym I Szpitala Miejskiego im. M. Kopernika w Toruniu, gdzie był asystentem ordynatora Stefana Myszki. W 1967 roku uzyskał pierwszy, a w 1967 roku – II stopień specjalizacji. W 1969 roku uzyskał na Akademii Medycznej w Gdańsku stopień doktora nauk medycznych. Tematem jego doktoratu było Operacyjne leczenie zespołów poresekcyjnych w materiałach oddziału chirurgicznego I Szpitala Miejskiego w Toruniu.
W 1971 roku objął stanowisko ordynatora Oddziału Chirurgii utworzonego wówczas Szpitala Miejskiego nr 2 w Toruniu. Wzorując się na pracach brytyjskiego lekarza Raymonda Kirka wprowadził na kierowanym przez siebie oddziale antrektomię śluzówkową i resekcję śluzówkową żołądka. Wnioski z tych zabiegów stały się podstawą rozprawy habilitacyjnej zatytułowanej Śluzówkowa antrektomia Kirka w modyfikacji własnej w leczeniu choroby wrzodowej żołądka i dwunastnicy. Stopień doktora habilitowanego uzyskał w 1977 roku na Akademii Medycznej w Poznaniu. Odbył staże naukowe, m.in. u Jana Nielubowicza w Warszawie, w Royal Free Hospital w Londynie, w Rzymie i Budapeszcie.
W 1989 podjął pracę na Akademii Medycznej w Bydgoszczy. W 1990 roku uzyskał stanowisko profesora, w 1992 roku tytuł profesora nauk medycznych. W latach 1990–1996 pełnił funkcję prodziekana na Wydziale Lekarskim Akademii Medycznej w Bydgoszczy. Współpracował również z Kujawską Szkołą Wyższą we Włocławku.

## Wyróżnienia i nagrody
- Krzyż Komandorski Orderu Odrodzenia Polski
- Medal Pro Gloria Medici
- Convallaria Copernicana

## Wybrane publikacje
- Dwie modyfikacje śluzówkowej antrektomii Kirka zapobiegające zespołom poposiłkowym w leczeniu wrzodów żołądka i dwunastnicy, 1982,
- Helicobacter pylori a choroba wrzodowa, 1996, redakcja, ISBN 83-85196-70-6
- Chirurgia jest życiową pasją, 2004, ISBN 83-7322-923-X
- Kronika lekarskiej przyjaźni: raptularz lekarski, 2009, wspólnie ze Sławomirem Hansem i Stanisławem Januszko, ISBN 978-83-7611-209-1
- Opowieść chirurga: wywiad rzeka z Profesorem Waldemarem Jędrzejczykiem, 2016, z Krzysztofem Nierzwickim, ISBN 978-83-231-3542-5
- Zasłużeni lekarze toruńscy we wspomnieniach: wybrane sylwetki z XIX i XX stulecia, 2016, redakcja wraz z Lechem Bieganowskim, ISBN 978-83-8019-287-4